# Arte effimera

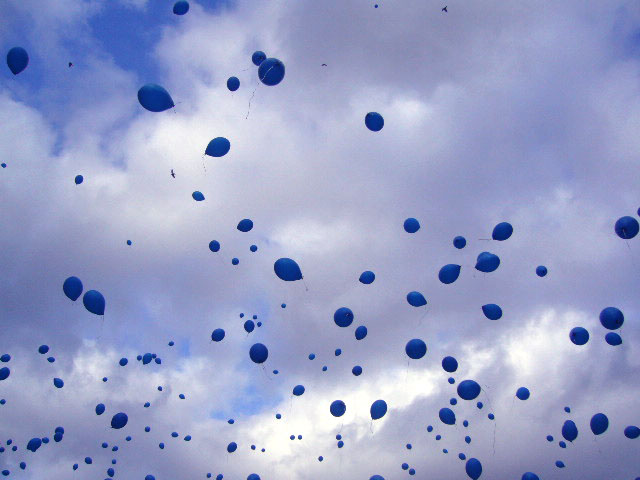
Rilascio di 1001 palloncini blu, « scultura aerostatica » di Yves Klein datata 1957. Ricreazione realizzata nel 2007 nella place Georges-Pompidou a Parigi, in omaggio ai 50 anni dell'opera di Klein.

Arte effimera è l'espressione correntemente usata per definire un'opera il cui deterioramento e distruzione, che sia dovuta a cause naturali o all'intervento del proprio autore o di altri, è prevista e anticipata dal suo stesso autore. Essa non esiste in quanto appartenente alla corrente o al movimento artistico denominato "Arte effimera".

## Origine
Le prime pratiche artistiche dell'umanità sono probabilmente atti che coinvolgono il corpo, il tempo e lo spazio; pratiche vicine alla Performance art come i rituali, le cerimonie, la danza. Numerose pratiche artistiche tradizionali, ad esempio il Mehndi (tatuaggio allo henné) o il Rangoli e il Kolam (disegno sul suolo tracciato con polvere bianca, riso o un bastone), delle quali si può supporre che abbiano avuto origini molto antiche, integrano il fatto di non esistere che per un breve momento.
Le coreografie, i brani teatrali o musicali, sono parimenti opere che hanno un inizio e una fine precise nel tempo e I cui autori e interpreti hanno saputo trovare il modo di conservarle e trasmetterle. Un'altra forma di arte effimera è l'arte tanbo, realizzata tramite l'utilizzo di varietà differenti di riso che consentono di creare immagini nei campi, e destinata a sparire al momento del raccolto.

## Arte moderna e arte contemporanea

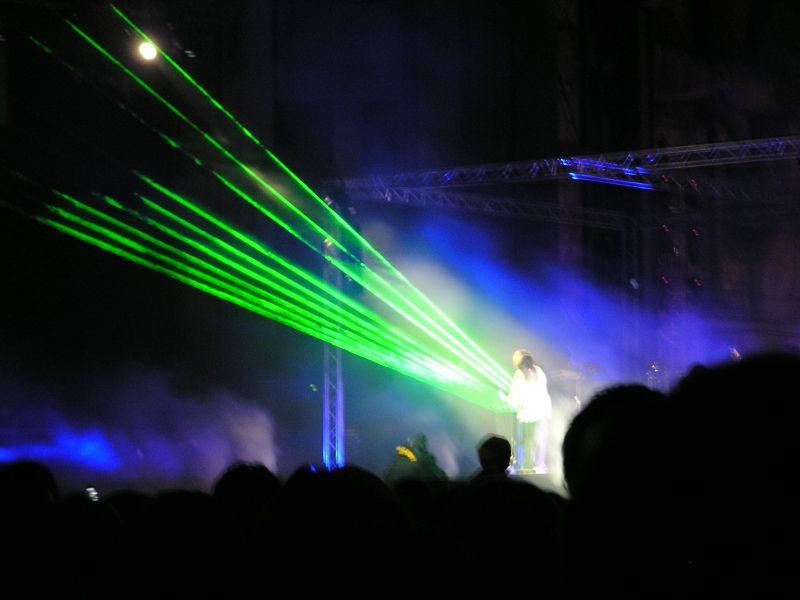
Il musicista francese Jean Michel Jarre impiegando lo strumento musicale noto come Arpa laser, in cui le corde sono sostituite da raggi laser

La questione della temporalità, e dunque l'abbandono della perennità come componente indissociabile dell'opera, nelle arti plastiche occidentali, ha cominciato il proprio cammino all'inizio del XX secolo con il dadaismo, con gli avvenimenti del Cabaret Voltaire e con la lettura pubblica dei manifesti dei futuristi italiani. La presenza e le opere dell'artista, il momento dell'azione e il suo contesto, l'interazione con le persone presenti, divennero allora delle forme rivendicate delle opere. Lo sviluppo della performance, fra l'altro attraverso gli artisti di Fluxus, con influenze provenienti sia dalla musica che dalla filosofia Zen, che contribuirono egualmente allo sviluppo di pratiche artistiche ove il momento della realizzazione è l'opera stessa.
La realizzazione di opere effimere si è parimenti manifestata attraverso produzioni materiali (in opposizione alle produzioni immateriali che possono essere le  performance i brani musicali o le opere di Arte pubblica in Video o Public Video Art) in due modi diversi:
- Ponendo l'artefatto realizzato in una situazione che non ne permette la conservazione. Ad esempio, è il caso dei graffiti e delle opere installate negli spazi pubblici senza autorizzazione. Esse si espongono in piena consapevolezza alla loro distruzione o alla loro cancellazione da parte dei poteri pubblici o dei proprietari dei supporti coinvolti. Ma è anche il caso di opere il cui autore tiene a che esse si inseriscano in un evento, un preciso momento, come i paesaggi attinti di Buren, gli imballaggi di Christo, le lastre rotte di Hans Haacke del pavimento della Germania della Biennale di Venezia del 1993, o i monumenti di Thomas Hirschhorn, ad esempio.
- Utilizzando materiali che, nelle condizioni di esposizione previste dall'artista, si degraderanno rapidamente. È il caso dei blocchi di ghiaccio di Claude Rutault o delle realizzazioni che utilizzano del cibo. È parimenti il caso dei praticanti di Dishu, calligrafie all'acqua realizzate al suolo e che evaporano poco tempo dopo essere state scritte[6].

## Conservazione e trasmissione

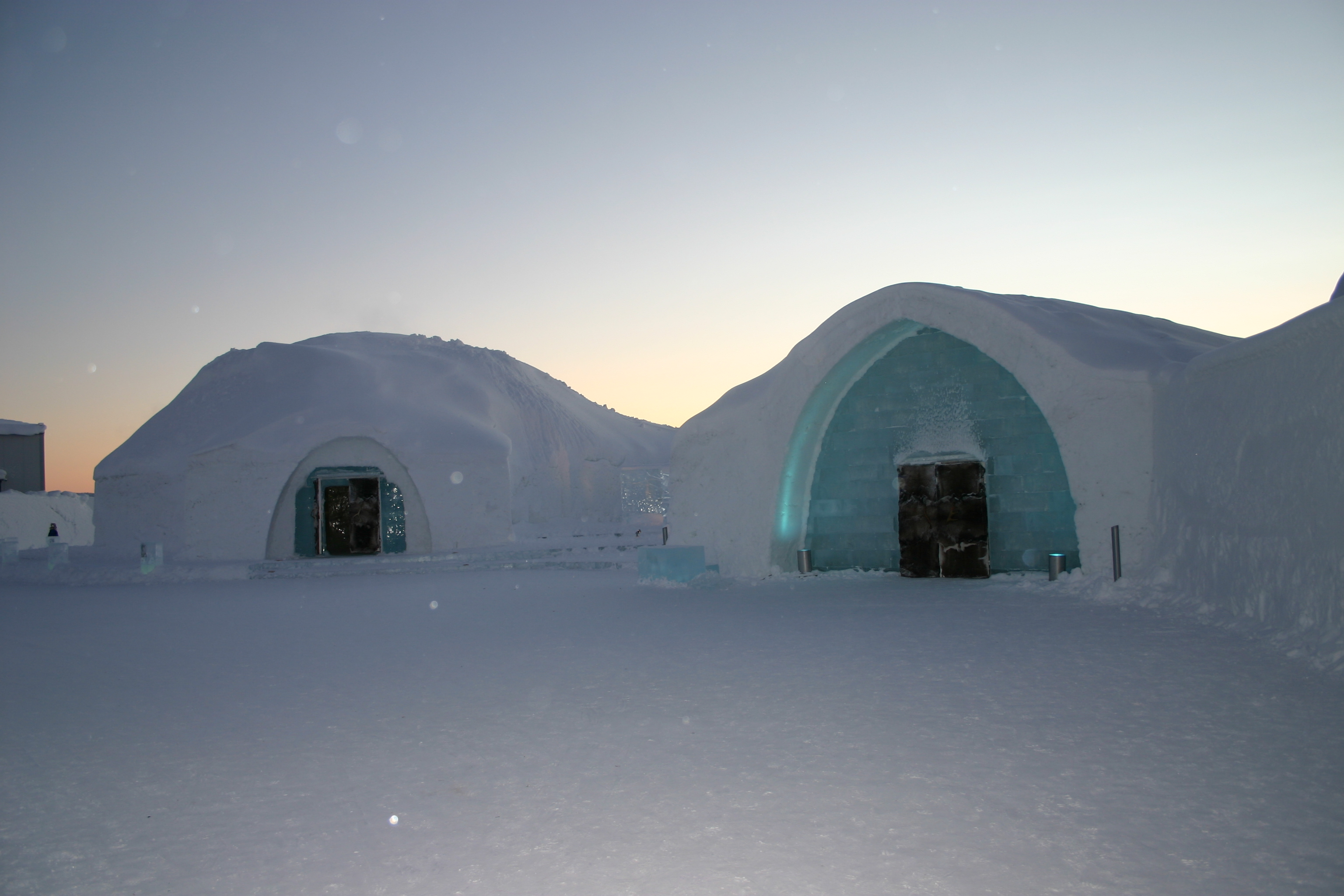
Gli Hotel di ghiaccio presso il villaggio di Jukkasjärvi, Kiruna, Svezia

Che le opere siano immateriali o no, il problema della conservazione e della trasmissione di un patrimonio costituito di opere effimere si pone tanto per l'autore che per le persone o le istituzioni che vi sono interessate.
In musica, è la partitura in particolare che ha permesso per lungo tempo ai brani di essere suonati ancora, di rivivere (ciò vale però solo per la creazione dell'opera, ma non per le sue esecuzioni di valore artistico), poi la registrazione audio, che ha permesso di scegliere e ridiffondere sia la musica scritta che quella improvvisata, di riproporre, oltre alla creazione del brano, anche una sua particolare esecuzione.
A teatro è principalmente la trasmissione dei testi che permette all'opera di perpetuarsi nei tempi mentre, in tempi relativamente recenti, è possibile riprodurre l'espressione artistica di una sua particolare interpretazione, grazie alla video registrazione.
Ciò non di meno esistono altre forme di trasmissione. Il teatro d'improvvisazione della commedia dell'arte conservava e trasmetteva i personaggi, i loro costumi, le loro attitudini, i loro caratteri, le frasi, e non i testi della pièce. Per i graffiti e l'arte urbana, è principalmente attraverso la fotografia poi il video che si fa la conservazione. Conservazione tanto della realizzazione in corso che di quella eseguita. Per la land art, la fotografia ha ugualmente consentito di conservare e di mostrare opere che negli anni 1970 erano soprattutto lontane dalle città e da un pubblico potenziale
. Anche le performance stesse si conservano o si trasmettono grazie alle fotografie, ai video, ma parimenti, a seconda degli artisti, la recitazione, la partitura, l'istruzione, permettendo così la ricostruzione o il semplice ricordo dell'atto realizzato.
All'opposto, la scelta può essere fatta dagli artisti di non seguire la traccia, di limitarla al massimo. Tino Sehgal, ad esempio, rifiuta tutte le fotografie e i video delle sue performance: non prende, per esempio, impegni scritti che riguardino il proprio lavoro e pretende di essere pagato in contanti. È ugualmente il caso, anche del tutto radicale, di Annie Vigier, di Frank Apertet e di Jean-Christophe Norman, che decisero di fare un'azione comune a priori irrivelabile al pubblico e della quale non daranno né la città, né la data e della quale essi non riporteranno né fotografie, né video e né racconto. Opere effimere senza traccia e senz'altra indicazione da parte degli autori che l'affermazione della loro supposta esistenza.

## Esposizione in seno alle istituzioni dell'arte
Per le opere che vi si prestano, l'essere mostrate in musei o gallerie non è problematico. Numerose performance hanno dimora nei musei, certe opere effimere essendo parimenti concepite "su misura" per l'istituzione o l'avvenimento che le accoglie. Ma certe pratiche non rientrano nei musei. Per esempio, per la land art, le cui realizzazioni sono generalmente collocate lontano dagli spazi urbanizzati, o per i lavori del collettivo Stalker, che consistono nel "misurare" collettivamente la città e i suoi confini, o nei Public Video Art di Elastic Group of Artistic Research, l'ingresso dell'opera in quanto tale nel museo non è percepibile poiché non esiste materialmente ma immaterialmente, o non è esistita, che in un tempo e luogo che non è né quello del museo né quello dell'esposizione. In quel caso vi possono essere tracce dell'azione, come i barattoli di sudore di Elodie Brémaut o i chiodi di Chris Burden che possono essere esposti. Ci sono egualmente le "istruzioni per la realizzazione" di Yoko Ono, per esempio, o i lavori preparatori che si trovano nel museo o la documentazione video dell'azione. Ci sono parimenti dei film o delle fotografie dell'opera effimera mentre viene eseguita, che vengono mostrate.
Le "tracce" (fotografie, film, oggetti, istruzioni, etc) costitutive dell'opera effimera o solamente lasciate per la realizzazione di quest'ultima, si può così passare dallo stato di documento a quello di opera a parte intera.
La  performance ha sviluppato la possibilità della ricostituzione, cioè quella di riprovare, di ricostruire, una performance che sarebbe stata realizzata prima. Così nel 2010 Marina Abramović ha rappresentato e fatto rappresentare di nuovo delle performance emblematiche in occasione della sua retrospettiva The Artist Is Present al Museum of Modern Art di New York: alcune di queste opere erano state realizzate al di fuori di ogni quadro museale quarant'anni prima.
Per quanto riguarda le opere materiali ma deperibili, alcuni musei hanno deciso di esporle a un dato momento, facendo in modo che il loro processo di decadimento si fermi, quindi contro la volontà dell'autore. I graffiti e l'arte urbana, quando non trasformano la città in un museo si vedono estratti con il loro supporto dalla loro sistemazione iniziale nei luoghi di esposizione.
Altre opere offrono, in accordo con il loro autore, la possibilità di essere ricostruite. È il caso delle pile di Félix González-Torres. Consistenti in un cumulo di oggetti comuni (dei fogli stampati o delle caramelle) i visitatori hanno la possibilità di servirsi e dunque di disperdere l'opera al punto che questa sparisca dal luogo di esposizione. Félix González-Torres precisa che l'espositore, o l'acquirente, dell'opera faccia in seguito come lui gli suggerisce: sia il ricostituire la pila di caramelle quando lo ritiene necessario, sia lasciare che la pila si riduca fino a scomparire: libero lui di ricostituirla se lo ritiene..

## Commercializzazione
Se conservare una realizzazione effimera non è un'evidenza, venderla o acquistarla pone parimenti delle domande particolari. Per certe opere è la presentazione, l'avvenimento stesso che viene venduto; per altre si tratta di quelle che si possono chiamare "prodotti derivati", molteplici o pezzi unici, legati in un modo o in un altro all'opera effimera che possono essere venduti. È il caso, tra gli altri, dei disegni d'installazione di Christo, delle reliquie di Chris Burden, delle fotografie delle azioni di Alain Declercq. Infine può essere venduta un'"istruzione", cioè un documento che specifica le condizioni di attivazione dell'opera, i suoi modi di esecuzione.